# 李焕政
李焕政（1936年1月—），陕西长安人；1956年8月加入中国共产党，是中共第十三、十四、十五届中央纪律检查委员会委员。曾任中共陕西省委常委、省纪委书记。
李焕政早年系共青团培养干部。中专毕业后，15岁的李焕政先后在陕西神木县城关区团委、永兴区团委、共青团神木县委工作。1955年2月起，历任中共神木县委农工部副部长、县委办公室主任，县委常委、县革委会副主任；1971年8月，任榆林地委办公室副主任；1973年11月，升任榆林地委常委、地区革委会副主任；1984年3月，出任榆林地委副书记、行政公署专员，兼神府煤田开发公司总经理。
1988年5月，李焕政当选中共陕西省纪律检查委员会书记；1990年10月起，出任中共陕西省委常委、省纪委书记；曾连续当选中共第十三、十四、十五届中央纪律检查委员会委员。2000年12月退休。